# پیچیلمو

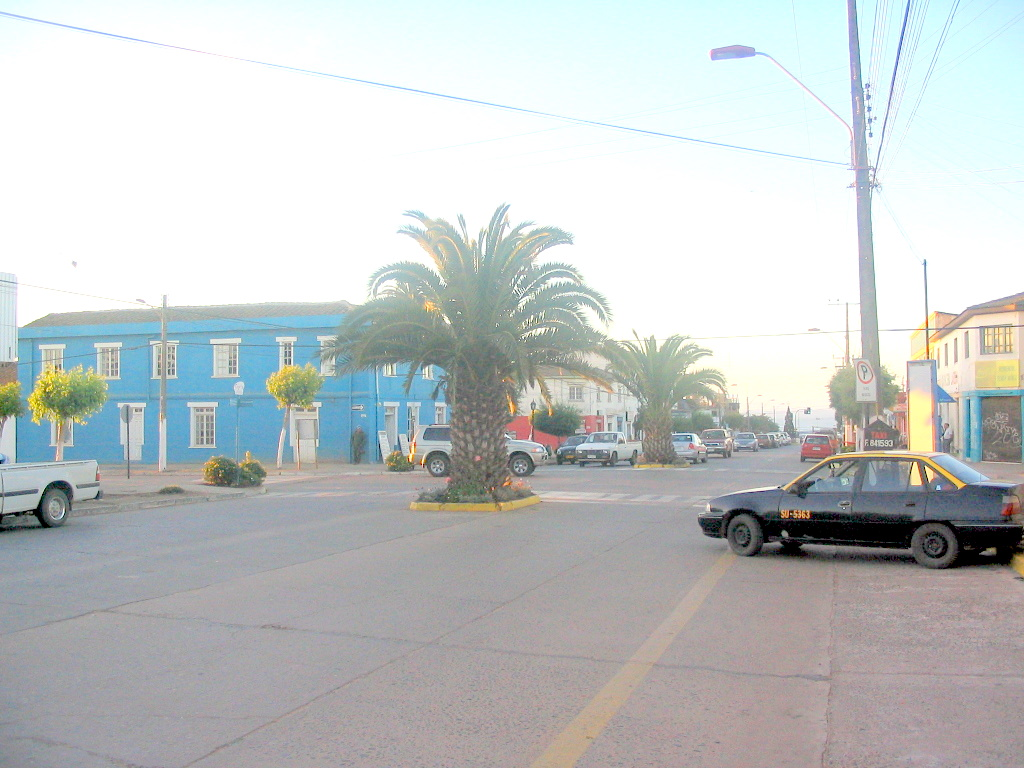
خیابان دنیل اورتوزار در سال ۲۰۰۹

پیچیلمو (به انگلیسی: Pichilemu) شهری در مرکز کشور شیلی است.طبق آمار سال ۲۰۰۲ جمعیت این شهر بالغ بر ۱۲۳۹۲ نفر بوده است.
پچیلمو به معنی: جنگل کوچک با تلفظ: [pitʃiˈlemu] در گذشته با نام پیچیلموو (به انگلیسی: Pichilemo)  شناخته میشد. یک شنزار وصل شده به پیچیلمو تا مرکز شیلی وجود دارد.
پیچیلمو مرکز استان کاردنال کارو (به انگلیسی: Cardenal Caro) است.